# Узун Смайлово
Узун Смайлово или Узун Смаил е историческо село в Южна България, в Калояново, Пловдив.

## Местоположение
Селото е разположено в землището на село Ръжево Конаре, на 4 km североизточно от него и на 5 km югоизточно от Ръжево, на левия бряг на Дългата вада. Наименования на по-малки местности в района на Узун Смайлово говорят за селото – Узунисмаиловската река Нихри кебир, Узунисмаиловски лозя, ливади, гробища, джамия, Селимов гроб и имена на гори.

## История
Името на селото се среща като „Узунисмаилово“, „Узунь-Смаиль“ или „Исмаил Дираз“ и идва от името на турски чифликчия в съседното село Реизкьой (Главатар). Селото съществувало още през XVI век и е изселено през 1887 година, когато избягалите негови жители турци се завърнали и разпродали имотите си. За това свидетелства и документ от министерството на вътрешните работи от 1891 година, според който жителите на Ръжево Конаре владеят земите на село „Узунь-Смаиль“, чиито жители са били турци и са се изселили.
Българите от Ръжево Конаре и турците от Узун Смайлово живели в добри отношения. През XIX век реизкьойският чифликчия Исмаил (наричан Узун Исмаил заради високия си ръст), чието владение било и Узун Смайлово, бил даже защитник на ръжевоконарци от турски злосторници, заплащал прилично труда им, хранел добре работниците си и даже им устройвал веселия.
Към 1860 година ръжевоконарци закупили от Исмаил ага около 4000 дка земя в местности, които и сега се наричат Смаилов гьол и Смаилов кладенец. Освобождението заварва Узун Смайлово с 30 къщи от кирпич и облепен с глина плет и сламен покрив. След Освобождението Исмаил ага продал евтино или раздал на приятели от Ръжево Конаре имотите си, а голям дъсчен хамбар подарил на селото.
Заради хубавата земя на Узунисмаилово след изселването на турците някои ръжевоконарци искали да се преселят там, но селските стареи се противопоставили, за да не се разпадне селото. Още повече по същото време вече много ръжевоконарски семейства се били преселели в евтино закупени имоти в близките села Салалий (Борец) и Коруджилар (Пъдарско) и сложили начало на много местни родове.